# Космос-379
Космос-379 (Т2К231) — космический аппарат предназначенный для отработки систем советского лунного корабля ЛК в рамках лунной программы.
В ходе полёта были проведены первые испытания лунного посадочного модуля Т2К на околоземной орбите. Модуль совершил на орбите ряд манёвров, имитирующих спуск к Луне и подъём с лунной поверхности, а также маневрирование, подобное проводимому при сближении и стыковке с основным кораблём. Испытания были успешными. Модуль сгорел в атмосфере Земли 21 сентября 1983 года.

## Манёвры
Приблизительно через 3,5 дня пребывания на орбите был включен ЖРД блока «Е», который в режиме глубокого дросселирования увеличил скорость аппарата на 263 м/с, имитируя зависание корабля над лунной поверхностью. (блок «Е», включающий двигательную установку для посадки и взлёта, разрабатывался Михаилом Янгелем). В результате этого манёвра аппарат перешёл на орбиту с параметрами 196 км х 1206 км, с периодом обращения 99 мин. После проверок бортовых устройств с имитацией пребывания на Луне через четверо суток было сброшено лунное посадочное устройство и двигатель блока «Е» включен ещё раз. В режиме максимальной тяги он увеличил скорость более чем на 1,5 км/с, имитируя выход ЛК на окололунную орбиту для встречи с ЛОК. В результате этого манёвра высота апогея орбиты Т2К увеличилась до 14035 км, а период обращения до 4 часа После этого аппарат некоторое время находился в режиме стабилизации, имитируя манёвры сближения и стыковки с ЛОК.

## Лунная гонка
К моменту запуска Космоса-379 американцы уже дважды побывали на Луне в ходе экспедиций «Аполлон-11», «Аполлон-12».